# Гинчештський район
Гинчештський район або Гинчешть (рум. Hîncești) — район у центрально-західній Молдові. Адміністративний центр — Гинчешти.
Західною межею району є кордон з Румунією. На півночі межує з Ніспоренським та Страшенським районами, на сході — з Яловенським, з Чимішлійським районом на південному сході та з Леовським районом на півдні.
Національний склад населення згідно з Переписом населення Молдови 2004  та 2014 років. 
| етнічна група     | 2004           | 2004      | 2014           | 2014      |
| етнічна група     | кількість осіб | Частка, % | кількість осіб | Частка, % |
| ----------------- | -------------- | --------- | -------------- | --------- |
| молдовани/румуни  | 111 235        | 92,88     | 95 106         | 91,64     |
| українці          | 6 218          | 5,19      | 4 128          | 3,98      |
| росіяни           | 1 463          | 1,22      | 1 065          | 1,03      |
| цигани            | 305            | 0,25      | 262            | 0,25      |
| болгари           | 212            | 0,18      | 200            | 0,19      |
| ґаґаузи           | 99             | 0,08      | 90             | 0,09      |
| євреї             | 19             | 0,02      | ...            | ...       |
| поляки            | 16             | 0,01      | ...            | ...       |
| інші / не вказали | 195            | 0,16      | 2 933          | 2,82      |
| Всього            | 119 762        | 100       | 103 784        | 100       |

Повсякденна мова мешканців району (2014):
|                      | кількість осіб | Частка, % |
| -------------------- | -------------- | --------- |
| молдовська/румунська | 89 021         | 85,78     |
| російська            | 2 916          | 2,81      |
| українська           | 2 837          | 2,73      |
| інші                 | 287            | 0,28      |
| не вказали           | 8 723          | 8,40      |
| всього               | 103 784        | 100       |